# تعالیم بهائی
برخی از اعتقادات و آموزه‌های بهائی عبارت است از: اعتقاد به خدای یکتا، یکی بودن اساس جمیع ادیان الهی، یگانگی نوع انسان، ظهور تدریجی حقایق دینی، یگانگی و شرافت ذاتی نوع انسان، اعتقاد به حقوق برابر از جمله آزادی اندیشه برای همۀ انسان‌ها، برابری زن و مرد، هماهنگی علم و دین، جدایی‌ناپذیری عبادت و خدمت، لزوم جستجوی مستقل حقیقت و رهائی از تقلید و هر نوع تعصب، رفتار و اخلاق نیکو و اهمیت پرورش صفات معنوی، اهمیت تعلیم و تربیت، لزوم رفع فقر فاحش و ثروت مفرط و محوریت عدالت در تمامی فعالیت های انسان.

## اعتقاد به خالق یکتا
بر اساس تعالیم بهاءالله جهان آفرینش یک خالق واحد دارد که درک ذات حقیقی آن برای ذهن انسانی غیرممکن است. منابع بهائی توضیح می‌دهند که درک انسان از مفهوم خدا هر قدر هم که وسیع و با برخورداری از تخیل قوی باشد، همیشه دچار محدودیت‌های ذهن انسان خواهد بود.منابع بهائی خدا را نامحدود، مقتدر، دانا، بخشنده و توانا توصیف می‌کنند و بهائیان معتقدند اگر چه ممکن است افراد تصورات مختلف از خدا داشته باشند و به زبان‌های مختلف دعا کنند یا ادیان اسامی مختلفی برای اشاره به خدا به کار برند، اما همه این موارد به یک حقیقت و خالق واحد اشاره می‌کنند.
بهاءالله تعلیم می‌دهد که انسان‌ها ارادهٔ خداوند را از طریق پیام آوران الهی (در اصطلاح بهائی مظاهر ظهور الهی) می‌توانند درک کنند. منابع بهائی توضیح می‌دهند اگر چه ذات حقیقی خداوند همیشه دور از دسترس خواهد ماند اما انسان به کلی محروم از شناخت خدا نیست و آنچه انسان دربارهٔ حقیقت خدا می‌داند توسط سلسله پیام آوران یا بنیان‌گذاران ادیان بزرگ جهان (مظاهر ظهور الهی) به انسان آموخته شده‌است و تعالیم و آموزه‌های این پیام آوران انسان را به خداوند نزدیک می‌کند.

## دین یکی است
بهاءالله تعلیم می‌دهد که منشأ تمام ادیان یکی است؛ اصول اساسی آن‌ها با یکدیگر مشترک است، هدف آن‌ها یکی است و تعالیم ادیان مختلف جنبه‌های مختلف یک حقیقت واحد را روشن می‌کند. بر این اساس او تعلیم می‌دهید که دین الهی واحد است و در حقیقت یک دین وجود دارد که در طول زمان و به تدریج بر بشر عرضه می‌شود.
منابع بهائی دین را به کتابی تشبیه می‌کنند که ادیان فصل‌های پی در پی در آن را تشکیل می‌دهند. در اعتقاد بهائیان، هر یک از ادیان به عنوان یک مرحله در سیر پایان‌ناپذیر تکامل معنوی و اجتماعی بشر دیده می‌شود و رسالت هر یک از پیامبران آشکار کردن جنبه ای از یک حقیقت واحد است.
به اعتقاد بهائیان پیامبران در طی فرآیندی مستمر، تدریجی و همیشگی، به تناسب ظرفیت درک و فهم بشر و نیازها و شرایط هر زمان، تعالیم و هدایت لازم را برای تکامل اجتماعی و معنوی انسان فراهم می‌کنند و بشر را از قابلیت‌ها و مسئولیت‌هایش در مقام حافظ و امانت‌دار جهان آفرینش آگاه می‌سازند. در این نگاه حقیقت و تعالیم دینی به تدریج و به تناسب ظرفیت روحانی مردم در هر برهه از تاریخ عرضه می‌شود و تفاوت ادیان در آن دسته تعالیم اجتماعی و احکام آن هاست که بنا به درجهٔ بلوغ اجتماعی و روحانی مردم و شرایط خاص جامعه ای که دینی خاص در آن ظاهر شده می‌توانند متفاوت باشند. همچنین دلیل دیگر تفاوت‌های میان ادیان، برداشت‌های غلط و شرح و تفاسیری ذکر می‌شود که در طول قرن‌ها توسط پیروان ادیان انباشته شده و حقیقت هر دین را مخدوش می‌کند.
به‌طور کلی، بهاءالله بیان می‌کند که دین وسیله مؤثری برای تکامل اجتماعی است و سلسله ادیان جهان مراحل مختلف هدایت بشر توسط خداوند هستند که به تدریج رشد و تکامل بشر را تضمین می‌کنند. بر این اساس، اعتقاد بهائیان این است که هیچ دینی نمی‌تواند ادعای آخرین دین بودن داشته باشد و بشر تا ابد هدایت الهی را از طریق پیامبران دریافت می‌کند. بهاءالله نیز بیان می‌کند که بعد از او نیز آمدن پیامبران ادامه خواهد داشت. رسالت بهاءالله در این زمان بیداری معنوی و ایجاد وحدت میان مردم جهان است.

## یگانگی نوع انسان
بهاءالله تعلیم می‌دهد که نوع بشر یکی است و انسان‌ها همانند میوه‌های یک درخت و برگ‌های یک شاخه هستند. در منابع بهائی این که انسان‌ها همه اعضای یک خانوادهٔ بشری هستند به عنوان یک اصل اساسی معرفی شده‌است و شوقی افندی اصل یگانگی نوع انسان را محور تمامی تعالیم بهائی می‌داند.
بهائیان معتقدند تعصبات و سوءتفاهم‌هایی که یک گروه از انسان‌ها را برتر از دیگران می‌داند موجب مشکلات فراوان می‌شود. در اعتقاد آن‌ها هیچ گروه قومی یا فرهنگی برتر از دیگران نیست، همه انسان‌ها شریف هستند و در دیدگاه الهی تفاوتی با هم ندارند. بر این اساس وحدت نوع بشر یکی از تعالیم بهائی است و بهاءالله بهائیان را تعلیم می‌دهد تا همه مردم جهان را دوست بدارند. بهائیان معتقدند دوست داشتن تمامی مردمی جهان منافاتی با دوست داشتن مردم کشور خود ندارد. آن‌ها مخالف ملی‌گرایی افراطی و تعصبات خشونت بار مرتبط با آن هستند اما وفاداری به کشور و احساس مسئولیت به وطن را وظیفهٔ فرد می‌دانند.
یگانگی نوع انسان به معنای تحمیل یکنواختی نیست و آثار بهائی بر اصل وحدت در عین تنوع تأکید می‌نمایند. در آئین بهائی تنوع قومی، فرهنگی، فکری و … ارزشمند محسوب می‌شود و ارج نهاده می‌شود. عبدالبهاء جامعهٔ انسانی را به باغی با گل‌های مختلف تشبیه می‌کند که تنوع و تفاوت رنگ‌ها باعث زیبایی و جلوهٔ بیشتر آن می‌شود.

## لزوم ترک تعصبات
دیانت بهائی پذیرش فرهنگی و دینی را ترویج می‌دهد. بهائیان معتقدند پذیرش اصل یگانگی انسان ایجاب می‌کند که هر نوع تعصبی از جمله تعصب نژادی، طبقاتی، قومی، زبانی، دینی، جنسیتی و… از میان برداشته شود. منابع بهائی بیان می‌کنند تعصب که تصویری نادرست دربارهٔ دیگران است به افراد اجازه نمی‌دهد که همه انسان‌ها را برابر و شریف ببیند. در آثار بهائی انواع تعصب از جمله تعصبات سیاسی، نژادی، دینی، قومی، اقتصادی و مایهٔ ویرانی جامعهٔ انسان معرفی شده‌است و رفع تعصبات وسیلهٔ رسیدن به وحدت و پیشرفت جامعهٔ بشری در نظر گرفته می‌شود.

## برابری زن و مرد
بهاءالله در آثار خود بیان می‌کند که نزد خدا زن و مرد برابر هستند و هیچ‌یک بر دیگری برتری ندارد. آثار بهائی تعلیم می‌دهند که انسانیت جنسیت ندارد. زن و مرد هر دو انسانند و هیچ‌یک به دلیل جنسیت امتیاز یا برتری بر دیگری ندارند. منابع بهائی برابری میان زنان و مردان و مشارکت آن‌ها در عرصه‌های مختلف را پیش نیازی برای دستیابی به وحدت و صلح جهانی و پیشرفت اجتماع می‌دانند. در دیدگاه بهائی نابرابری میان زنان و مردان نه تنها مانع ترقی زنان بلکه مانع پیشرفت کل اجتماع می‌شود و همین‌طور به پیشرفت مردان نیز لطمه می‌زند. عبدالبهاء در آثار خود زن و مرد را به دو بال پرنده تشبیه می‌کند و توضیح می‌دهد همان‌طور که تنها هنگامی که هر دو بال قوی باشند پرنده می‌تواند پرواز کند، به همین نسبت موفقیت و رفاه بشریت نیز تنها وقتی اتفاق می‌افتد که زنان همپای مردان پیشرفت کرده باشند. برای بهائیان اصل برابری زن و مرد صرفاً به معنای فراهم کردن ترتیباتی برای مشارکت زنان در ساختارهای فعلی جهان نیست و تلاش برای ارتقای مقام زنان به سطح مردان به تنهایی کافی نیست، بلکه بهائیان معتقدند تغییر اساسی تر در ساختارهای اجتماع لازم است و زنان و مردان باید با همکاری یکدیگر برای ساختن نظم اجتماعی جدیدی تلاش کنند که در آن خصوصیاتی چون سلطه‌جویی، قدرت‌طلبی، رقابت خصومت‌آمیز جای خود را به عشق و خدمت بدهد، خصوصیاتی که آثار بهائی زنان را در آن‌ها قوی تر می‌بینند.

## هماهنگی علم و دین
آثار بهائی نه تنها علم و دین را در تضاد با یکدیگر نمی‌دانند بلکه بر هماهنگی بنیادین آن دو تأکید می‌کنند. هماهنگی علم و دین یکی از اصول اساسی آئین بهائی است.
آثار بهائی توضیح می‌دهد که حقیقت یکی است و علم و دین دو وسیله برای شناخت و درک حقیقت هستند و هر دو برای پیشرفت بشر لازم هستند. در دیدگاه بهائی برای درک واقعیت، هم باید به علم و هم به دین رجوع کرد. برای بهائیان، علم و دین دو نظام دانش هستند که نقش مکملی دارند و هر دو با هم پیشرفت تمدن را امکان‌پذیر می‌سازند. بهائیان معتقدند دین بدون علم به سرعت به خرافات و افراطی‌گری فروکاسته می‌شود و علم بدون دین تنها به ابزاری در خدمت ماده‌گرایی تبدیل خواهد شد. بهائیان معتقدند دین حقیقی نیز مانند علم در طول زمان تکامل می‌یابد و پیشرفت می‌کند. در دیدگاه بهائی این تکامل با تجدید دین به‌طور متناوب توسط پیامبران صورت می‌گیرد.

## جستجوی حقیقت
آثار بهائی جستجوی حقیقت به‌طور مستقل را یکی از اساسی‌ترین وظایف هر فرد می‌داند. بهاءالله تأکید می‌کند که فرد باید دنیا را با چشم خود ببیند و نه از نگاه دیگران. تعالیم بهائی بیان می‌کنند که فرد به جای تقلید کورکورانه از دیگران یا از سنت‌های جامعه خود باید به جستجوی حقیقت بپردازد. آثار بهائی بیان می‌کنند که نوع بشر از توانایی تشخیص حقیقیت برخوردار است و فرد با استفاده از قوهٔ عقل و خرد که خداوند به انسان داده می‌تواند مسائل را بررسی کند و به حقیقت دست یابد. این اصل در انتخاب دین توسط فرد نیز مصداق دارد و آثار بهائی بیان می‌کنند که هر فرد در نحوهٔ تعیین اعتقاد خود باید آزاد باشد و هیچ‌کس هرگز نباید برای قبول عقاید دینی تحت فشار یا اجبار قرار گیرد. کودکانی که در خانوادهٔ بهائی متولد یا بزرگ می‌شوند خود باید در هنگام بلوغ در مورد اعتقاد دینی خود تصمیم بگیرند. مثال دیگری که در این زمینه وجود دارد این است که در آئین بهائی طبقه‌ٔ روحانی وجود ندارد و  هر بهائی خودش مسئولیت این را دارد که رابطهٔ خود با خدا را شکل دهد.

## دین باید سبب الفت و محبت میان مردم باشد
یکی از شرایطی که آثار بهائی برای دین تعیین می‌کنند این است که دین باید سبب آرامش، آسایش، الفت و محبت در میان مردمان باشد، در غیر این صورت نام دین را نمی‌توان بر آن گذاشت. اگر دین که خود باید علاج اختلافات باشد سبب اختلاف و جنگ و جدائی شود، به گفته عبدالبهاء بی‌دینی بهتر از آن است.

## از میان بردن فقر و ثروت مفرط
آثار بهائی به ارتباط و بهم پیوستگی افراد به عنوان اجزای اجتماع تأکید دارند و تعالیم بهائی از میان بردن فقر مفرط و ثروت بی‌اندازه را برای وحدت خانوادهٔ بشری و بنای یک جامعهٔ جهانی برپایهٔ صلح و عدل لازم می‌دانند. البته آثار بهائی معتقد به یکسان‌سازی ثروت و ایجاد برابری کامل اقتصادی میان مردم آن طور که ایدئولوژی کمونیسم ترویج می‌دهد نیستند و معتقدند چنین یکسان‌سازی‌های غیرممکن است و به اجتماع صدمه می‌زند. بهاءالله و عبدالبهاء برای از میان بردن فقر فاحش و ثروت مفرط هم ترتیبات مؤثر موسساتی را لازم می‌دانند و هم تقویت حس مسئولیت و دغدغه اجتماعی میان افراد.

## اهمیت تعلیم و تربیت
در دیانت بهائی تاکید شدیدی بر اهمیت تعلیم و تربیت وجود دارد و تعلیم و تربیت به عنوان یکی از عوامل اصلی پیشرفت معنوی و مادی فرد و اجتماع در نظر گرفته میشود. آثار بهائی بیان می کنند که با تعلیم و تربیت است که استعدادهای و توانمندی های بالقوه افراد پرورش می یابد. در این نگاه، تعلیم و تربیت  یا کسب دانش تنها به پرورش مهارت‌ها و توانمندی‌ها برای پیشرفت فرد نمی‌انجامد بلکه به سود کل جامعه است.
آثار بهائی یکی از وظایف اصلی والدین را تعلیم و تربیت فرزندان خود می داند و به خصوص تاکید ویژه ای بر تعلیم و تربیت فرزندان دختر قرار می دهد زیرا در آینده به عنوان مادر نسل بعد را پرورش می دهند. تعالیم بهائی هم به لزوم تربیت معنوی و روحانی فرد و هم به تعلیم و آموزش انسانی از جمله کسب علم و یادگیری هنر و فن و حرفه تاکید دارند.

## صلح عمومی
منابع بهائی صلح را به عنوان هدف غایی نوع بشر در نظر می‌گیرند و آثار بهائی حاوی توضیحات مفصلی دربارهٔ اصول اجتماعی مورد نیاز دستیابی به صلح هستند. از جمله اصول و تعالیم اجتماعی که بهائیان مرتبط با ایجاد صلح می‌بینند عبارتند از: جستجوی حقیقت به‌طور مستقل، یگانگی نوع انسان، لزوم رفع هر گونه تعصب، هماهنگی علم و دین، برابری زن و مرد، لزوم تعلیم و تربیت عمومی، گزینش یک زبان واحد جهانی، رفع فقر فاحش و ثروت مفرط، تأسیس یک محکمهٔ جهانی برای رفع اختلاف میان ملت‌ها و پذیرش عدالت به عنوان اصل حاکم بر امور انسانی.
منابع بهائی بیان می‌کنند این اصول صرفاً به عنوان مجموعه‌ای آرمان‌های مبهم و دست نایافتنی برای بهائیان نیست، بلکه مشغلهٔ اصلی افراد، جوامع و موسسات بهائی چگونگی تبدیل این باورها به واقعیت است.